# Pedra de Rök

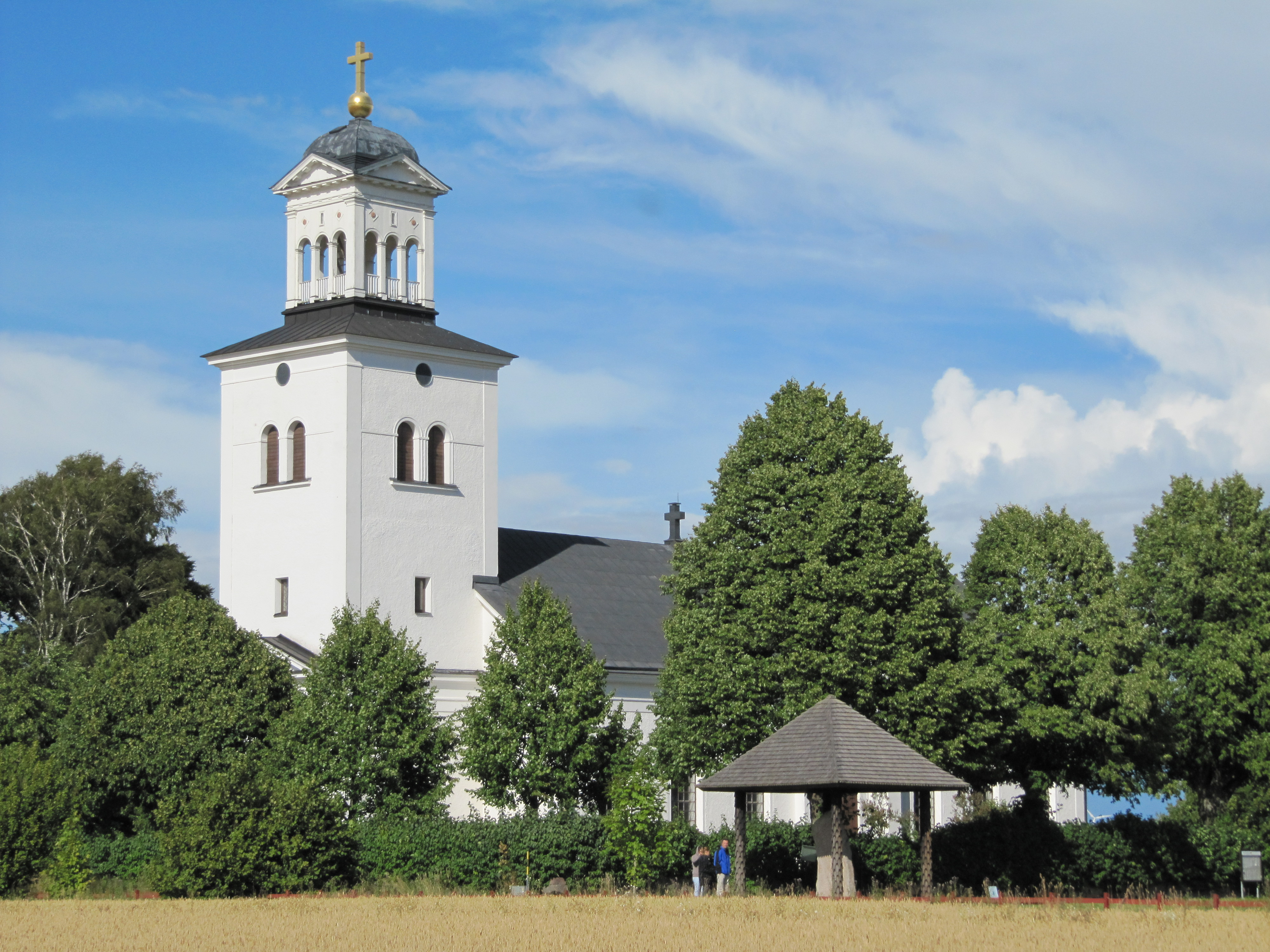
A Igreja de Rök na atualidade

A Pedra de Rök (em sueco: Rökstenen; signo: Ög 136; ouça a pronúncia) é uma pedra rúnica, existente no exterior da igreja de Rök, a 10 quilômetros da cidade de Ödeshög, na província da Östergötland na Suécia.
Contém o mais longo texto em caracteres rúnicos, e também o mais longo texto do século IX do país, exprimindo homenagem póstuma do autor, de nome Varino (Varin), à memória de seu filho Vemudo (Vämod). As referências a sagas e acontecimentos, hoje em grande parte esquecidos, dão uma pequena ideia dos tempos que precederam a chegada do cristianismo ao país.
Esta pedra é um bloco de granito com texto em carateres rúnicos, com cerca de 382 centímetros de altura (dos quais 125 debaixo da terra), 138 centímetros de largura e entre 19 e 43 centímetros de espessura. Pesa 4,5 toneladas. Foi usada como material de construção da igreja de Rök no século XII, e só foi retirada de lá em 1862, quando a velha igreja foi demolida, tendo-se descoberto que havia texto rúnico nos dois lados do bloco. O texto está escrito com 760 caracteres rúnicos, usando vários tipos, embora a maior parte seja do "tipo ramo curto" (kortkvistrunor). As palavras não são separadas, permitindo diferentes leituras. A linguagem usada é muito antiga, anterior à usada no século XI, estimando-se que seja do IX. Além disso, a decifração do texto é dificultada por vários enigmas conscientemente lá incorporados, havendo pelo menos seis interpretações diferentes.
Um exemplo das dificuldades na tradução e interpretação do texto da pedra está numa pequena sequência chamada "estrofe de Teodorico", anteriormente traduzida como "Tjodrik tinha morrido há nove vidas humanas", que era então considerada um reforço de uma estimativa possível da idade da pedra, ao ver aí uma possível referência ao rei ostrogótico Teodorico, o Grande (r. 474–526) ou ao rei merovíngio Teodorico I (r. 511–533/534) ou a uma confusão entre os dois. Hoje em dia esta tradução não tem apoio da maior parte dos historiadores suecos, tendo desaparecido a referência a Tjodrik. 

## A estrofe de Teodorico

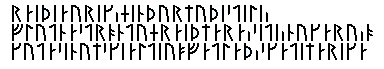
A estrofe de Teodorico - uma passagem da Pedra de Rök - transliterada para nórdico antigo: raiþ þiaurikR hin þurmuþi
stiliR ● flutna strontu hraiþmaraR
sitiR nu karuR o ● kuta sinum
skialti ub fatlaþR skati marika

## Estudos recentes
Estudos recentes feitos por profissionais da Universidade de Gotemburgo indicam que a tradução feita sobre Teodorico está incorreta, pois na verdade o texto da pedra se refere à descrição da dor de pais escandinavos por terem perdido seus filhos devido ao frio extremo que ocorreu no século VI. No período algumas erupções vulcânicas haviam mudado o clima na região, baixando as temperaturas no local.